# Crepipora lunatifera
Crepipora lunatifera är en mossdjursart som först beskrevs av Bassler 1911.  Crepipora lunatifera ingår i släktet Crepipora och familjen Ceramoporidae. Inga underarter finns listade i Catalogue of Life.